# Königheim (Landschaftsschutzgebiet)
Das Gebiet Königheim ist ein mit Verordnung vom 6. April 1981 ausgewiesenes Landschaftsschutzgebiet (LSG-Nummer 1.28.007) im Gebiet der baden-württembergischen Gemeinde Königheim im Main-Tauber-Kreis in Deutschland.

## Geschichte
Am 6. April 1981 wurde das Landschaftsschutzgebiet Königheim durch Verordnung des Landratsamtes des Main-Tauber-Kreises als untere Naturschutzbehörde ausgewiesen. Durch die Ausweisung neuer Natur- und Landschaftsschutzgebiete verringerte sich die Fläche im Zeitraum von 1990 bis 2006 mehrfach:
- Durch Verordnung vom 9. Juli 1990 (Naturschutzgebiet Haigergrund) verringerte sich die Fläche um 59 ha.
- Durch Verordnung vom 6. November 1992 (Naturschutzgebiet Adell) verringerte sich die Fläche um 4 ha.
- Durch Verordnung vom 4. Februar 1994 (Änderung des Landschaftsschutzgebietes „Königheim“) vergrößerte sich die Fläche um 46 ha.
- Durch Verordnung vom 10. Januar 2006 (Änderung der Verordnung über das Landschaftsschutzgebiet „Königheim“).

## Lage
Das rund 773 Hektar große Schutzgebiet Königheim gehört naturräumlich zu Brehmbachtal. Es ist gekennzeichnet durch Tallagen und nur extensiv oder gar nicht mehr bewirtschaftete Hanglagen. Daneben bietet es Rückzugsräume für die Tier- und Pflanzenwelt.

## Schutzzweck
„Wesentlicher Schutzzweck ist die Erhaltung des typischen Landschaftscharakters der unter Schutz stehenden Gebiete, insbesondere die Erhaltung der Tallagen und die Sicherung der extensiv oder gar nicht mehr bewirtschafteten Hanglagen vor landschaftsfremden Einflüssen, insbesondere Aufforstungen mit landschaftsfremden Nadelgehölzen. Des Weiteren sollten der Tier- und Pflanzenwelt als Rückzugsräume dienende ökologisch sehr wertvolle extensiv oder nicht mehr bewirtschaftete Flächen in ihrer bestehenden Natürlichkeit bewahrt bleiben.“